# Sudoeste Piauiense
Sudoeste Piauiense è una mesoregione del Piauí in Brasile.
È una suddivisione creata puramente per fini statistici, pertanto non è un'entità politica o amministrativa.

## Microregioni
È suddivisa in 6 microregioni:
- Alto Médio Gurguéia
- Alto Parnaíba Piauiense
- Bertolínia
- Chapadas do Extremo Sul Piauiense
- Floriano
- São Raimundo Nonato